# Černovice (zámek)
Zámek Černovice stojí ve městě Černovice v okrese Pelhřimov. Pro veřejnost není přístupný, návštěvníci si ale mohou projít oboru s Černou alejí. Je chráněn jako kulturní památka.

## Historie

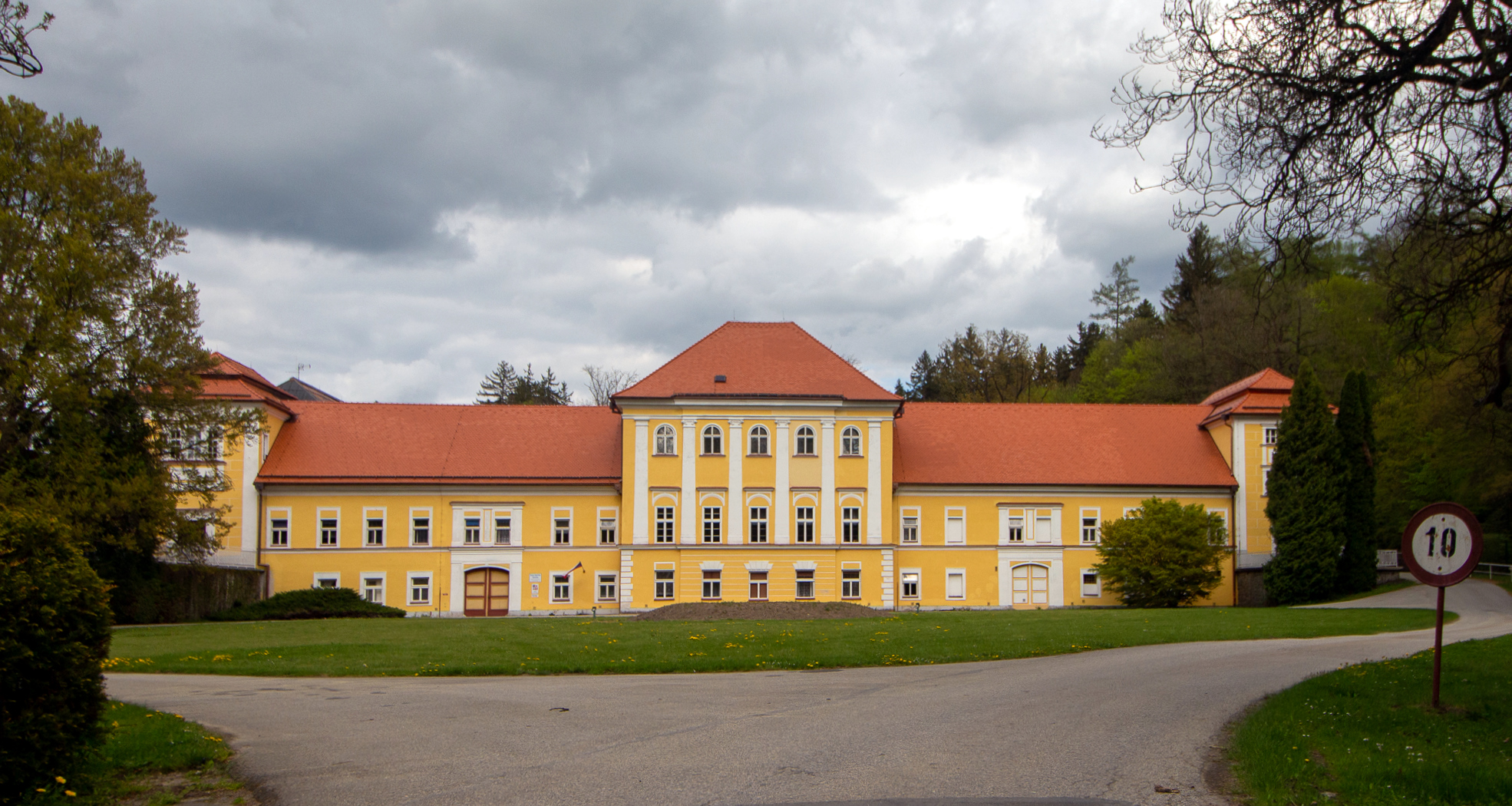
Černovický zámek

První písemná zmínka o městě pochází z roku 1323 a až do roku 1597 jej vlastnili Rožmberkové. Následně byly Paradiesy z Tyrol připojeny k panství Kamenice. Zámek pravděpodobně založil Martin Paradies krátce před rokem 1641, kdy zde sídlil. Tehdy měl jedno křídlo. 
V první polovině 18. století je jako majitel uváděn Karel Josef Voračický z Paběnic a následně František Karel Kinský. Někdy v této době došlo k rozšíření zámku o další křídlo a rondely v jednotlivých rozích. Ve druhé polovině 18. století se dostal do vlastnictví Šternberků a ti jej připojili k panství Žirovnice. Dalšího rozšíření se dočkal na začátku 19. století, přesněji roku 1814, za hraběte Vincenta Zessnera ze Spitzenbegu. V roce 1841 nechal kníže Jindřich Eduard ze Schönburg-Hartensteinu zámek naposledy přestavět. Následně došlo k rychlému střídání majitelů. 
V současné době je zde Diagnostický ústav sociální péče o mládež.

## Popis
Dnešní vzhled zámku pochází z klasicistní přestavby v roce 1841, kterými byl pověřen stavitel Josef Schaffer z Jindřichova Hradce. Jedná se o trojkřídlou patrovou, ve střední části dvoupatrovou budovu s hranolovými věžicemi na okrajích. V jižním křídle se v minulosti nacházela kaple Narození Panny Marie, za minulého režimu sklad uhlí a dnes jsou zde kanceláře.

## Dostupnost
Okrajem zámeckého parku prochází silnice II/128 a po ní cyklostezka 1182. K zadní části zámku vede odbočka z červeně značené turistické stezky od černovického Mariánského náměstí směrem na Novou Ves.